# Santiago National Football Club
El Santiago National Football Club fou un club de futbol xile de la ciutat de Santiago de Xile.
Va ser fundat el 10 d'octubre de 1900. Fou un dels 8 clubs fundadors de la lliga xilena de futbol professional el 1933. El seu principal títol fou el campionat d'obertura de 1942. Va desaparèixer el 1955. Entre 1940 i 1942 va estar fusionat amb el Juventus Football Club, com a Santiago National Juventus Football Club.

## Palmarès
- Campionat d'obertura xilè: 
  - 1942

## Evolució de l'uniforme
| 1903-05 | 1907-08 | 1941-42 | 1945 |